# Hemipenthes castanipes
Hemipenthes castanipes är en tvåvingeart som beskrevs av Jacques-Marie-Frangile Bigot 1892. Hemipenthes castanipes ingår i släktet Hemipenthes och familjen svävflugor. Inga underarter finns listade i Catalogue of Life.